# Sporting de Portugal (balonmano)
El Sporting Clube de Portugal es un club portugués de balonmano de la ciudad de Lisboa. Es la sección de balonmano del Sporting de Portugal y es uno de los clubes más laureados de la Andebol 1 con 21 títulos.

## Palmarés
- Andebol 1: 21
  - 1951–52, 1955–56, 1960–61, 1965–66, 1966–67, 1968–69, 1969–70, 1970–71, 1971–72, 1972–73, 1977–78, 1978–79, 1979–80, 1980–81, 1983–84, 1985–86, 2000–01, 2016-17, 2017-18, 2023-24, 2024-25
- Divisão de Elite: 2
  - 2004–05, 2005–06
- Copa de Portugal de balonmano: 19
  - 1971–72, 1972–73, 1974–75, 1980–81, 1982–83, 1987–88, 1988–89, 1997–98, 2000–01, 2002–03, 2003–04, 2004–05, 2011–12, 2012–13, 2013–14, 2021-22, 2022-23, 2023-24, 2024-25
- Supercopa portuguesa de balonmano: 3
  - 1997–98, 2001–02, 2013–14
- EHF Challenge Cup: 2
  - 2009–10, 2016–17

## Plantilla 2024-25
|  | Goalkeepers - 20 André Kristensen - 92 Mohamed Aly - 99 Santiago Póvoas Left Wingers - 17 Orri Freyr Thorkelsson - 22 Diogo Branquinho Right Wingers - 04 Pedro Portela - 19 Mamadou Gassama Line players - 02 Edney Silva Oliveira - 10 William Höghielm - 44 Christian Moga | Laterales izquierdos - 13 Salvador Salvador - 79 Martim Costa Centrales - 07 Natan Suárez - 08 Jan Gurri - 09 Pedro Martínez Cami Laterales derechos - 06 Francisco Costa - 23 João Gomes - 97 Rafael Vasconcelos |